# Hermandad de Campoo de Suso
Hermandad de Campoo de Suso è un comune spagnolo di 1 931 abitanti situato nella comunità autonoma della Cantabria.
Il comune è composto da 24 centri abitati: Abiada, Argüeso, Barrio, Camino, Celada de los Calderones, Entrambasaguas, Espinilla (capoluogo), Fontibre, Hoz de Abiada, Izara, La Lomba, Mazandrero, La Miña, Naveda, Ormas, Paracuelles, Población de Suso, Proaño, Salces, Serna, Soto, Suano, Villacantid e Villar.